# FC Mikeska Ostrava
FC Mikeska Ostrava byl futsalový klub ze slezské části Ostravy. Klub byl založen v roce 1993 pod názvem Mikeska Ostrava, který klub dostal podle stejnojmenné ostravské hospody. O rok později klub již pod názvem Pragoclima Ostrava vybojoval postup do 1. celostátní ligy. V roce 1996 se klub přejmenoval zpátky na Mikeska Ostrava. Hned první sezóna pod obnoveným názvem byla pro klub nejúspěšnější v historii. Klub získal nejen titul v lize, ale zvítězil i v domácím poháru. Díky vítězství v lize se klub pro následující sezónu přihlásil do Pohárů mistrů evropských zemí (neoficiální evropský pohár). V něm klub skončil ve skupině A na posledním místě. I přes neúspěch v evropském poháru byla i další sezóna úspěšná, jelikož klub získal druhý titul v řadě. Další měření sil v evropském poháru bylo pro klub velmi úspěšné, svoji pouť završil až v semifinále. V roce 2001 byl do klubu navíc sloučen futsalový Baník Ostrava, bývalý dvojnásobný mistr republiky.
Další sezóny už pro klub nebyly příliš úspěšně. Kvůli obměně kádru přišel pro klub krutý pád do nižších pater ligové tabulky. V nich zůstal až do sezóny 2005/06, kdy došel až do finále. Poté klub ovšem postihly finanční problémy, které vyřešil v roce 2009 sloučením s krajským rivalem z Jistebníka.

## Získané trofeje
- 1. česká futsalová liga ( 2x )
  - 1996/97, 1997/98
- Pohár FAČR ( 1x )
  - 1997

## Vývoj názvů klubu
Zdroj:
- 1993 – FC Mikeska Ostrava (Futsal Club Mikeska Ostrava)
- 1994 – Pragoclima Ostrava
- 1996 – FC Mikeska Ostrava (Futsal Club Mikeska Ostrava)

## Umístění v jednotlivých sezonách
Zdroj:
Legenda: Z – zápasy, V – výhry, R – remízy, P – porážky, VG – vstřelené góly, OG – obdržené góly, +/- – rozdíl skóre, B – body, červené podbarvení – sestup, zelené podbarvení – postup, světle fialové podbarvení – přesun do jiné soutěže
| Česko (1994 – 2009) |                      |        |    |    |   |    |     |     |      |    |       |             |
| Sezóny              | Liga                 | Úroveň | Z  | V  | R | P  | VG  | OG  | +/-  | B  | P. ZČ | Play-off    |
| 1994/95             | 2. celostátní liga   | 2      | 26 | 20 | 4 | 2  | 152 | 50  | +102 | 64 | 1.    |             |
| 1995/96             | 1. celostátní liga   | 1      | 30 | 17 | 3 | 10 | 121 | 106 | +15  | 54 | 6.    |             |
| 1996/97             | 1. celostátní liga   | 1      | 30 | 25 | 2 | 3  | 210 | 95  | +115 | 77 | 1.    |             |
| 1997/98             | 1. celostátní liga   | 1      | 30 | 28 | 1 | 1  | 185 | 63  | +122 | 85 | 1.    |             |
| 1998/99             | 1. celostátní liga   | 1      | 30 | 22 | 3 | 5  | 161 | 87  | +74  | 69 | 3.    | Semifinále  |
| 1999/00             | 1. celostátní liga   | 1      | 26 | 17 | 2 | 7  | 138 | 89  | +49  | 53 | 3.    | Čtvrtfinále |
| 2000/01             | 1. celostátní liga   | 1      | 26 | 14 | 5 | 7  | 123 | 83  | +40  | 47 | 3.    | Semifinále  |
| 2001/02             | 1. celostátní liga   | 1      | 26 | 11 | 4 | 11 | 80  | 79  | -1   | 37 | 9.    |             |
| 2002/03             | 1. celostátní liga   | 1      | 22 | 7  | 3 | 12 | 67  | 90  | -23  | 24 | 10.   |             |
| 2003/04             | 1. celostátní liga   | 1      | 22 | 7  | 3 | 12 | 56  | 80  | -24  | 24 | 10.   |             |
| 2004/05             | 1. celostátní liga   | 1      | 22 | 9  | 5 | 8  | 81  | 87  | -6   | 32 | 7.    | Čtvrtfinále |
| 2005/06             | 1. celostátní liga   | 1      | 22 | 14 | 3 | 5  | 90  | 57  | +33  | 45 | 3.    | Finále      |
| 2006/07             | 1. celostátní liga   | 1      | 22 | 9  | 1 | 12 | 67  | 74  | -7   | 28 | 7.    | Čtvrtfinále |
| 2007/08             | 1. celostátní liga   | 1      | 22 | 5  | 6 | 11 | 45  | 89  | -44  | 21 | 11.   |             |
| 2008/09             | 2. liga – sk. Východ | 2      | 22 | 10 | 4 | 8  | 72  | 69  | +3   | 34 | 5.    |             |

## Účast v evropských pohárech
| Ročník | Soutěž                       | Kolo                   | Klub             | Výsledek |
| ------ | ---------------------------- | ---------------------- | ---------------- | -------- |
| 1998   | Pohár mistrů evropských zemí | Základní skupina sk. A | CLM Talavera     | 1:6      |
| 1998   | Pohár mistrů evropských zemí | Základní skupina sk. A | BNL Calcetto     | 1:3      |
| 1999   | Pohár mistrů evropských zemí | Základní skupina sk. A | ZVK Ford Genk    | 3:0      |
| 1999   | Pohár mistrů evropských zemí | Základní skupina sk. A | ElPozo Murcia FS | 2:5      |
| 1999   | Pohár mistrů evropských zemí | Semifinále             | MFK Dina Moskva  | 0:8      |
| 1999   | Pohár mistrů evropských zemí | Zápas o 3. místo       | ElPozo Murcia FS | 4:8      |